# Médicaments et grossesse
Cet article traite de l'utilisation de médicaments pendant la grossesse

## Utilisation de médicaments pendant la grossesse
La prudence est de mise lors de l'utilisation de médicaments pendant la grossesse. Le risque est double :
- risque tératogène (la tératogénicité est le risque d'avoir des enfants mal formés, voir Thalidomide)
- risque de compromettre le bon déroulement de la grossesse.

Citons :
- Cœur-circulation :
  - anticoagulants oraux : à éviter (pendant toute la grossesse)
  - β-bloquants : à proscrire (2e et 3e trimestre)
  - inhibiteurs de l'enzyme de conversion de l’angiotensine (IECA) : à éviter (pendant toute la grossesse)

- Analgésiques : préférer le paracétamol à l'acide acétylsalicylique (aspirine)
  - salicylés : à proscrire (2e et 3e trimestre)
  - anti-inflammatoires non stéroïdiens (AINS) : à proscrire (2e et 3e trimestre)

- thalidomide : à proscrire (1er trimestre)

- antiépileptiques : à éviter (1er trimestre)

- Hormones :
  - hormones sexuelles : à éviter (1er trimestre)
  - antithyroïdiens : à proscrire (2e et 3e trimestre)

- Antibactériens : préférer les pénicillines
  - aminosides : à proscrire (2e et 3e trimestre)
  - cyclines : à proscrire (2e et 3e trimestre)

- antitumoraux : à éviter (1er trimestre)

- rétinoïdes et vitamine A, en particulier l'acitrétine (Neotigason) et l'isotrétinoïne (Roaccutane) : à proscrire (1er trimestre)